# Anderson Spider Silva
Anderson Spider Silva é uma série brasileira produzida pelo Paramount+ em parceria com Pródigo Filmes. A série é livremente inspirada na vida do lutador Anderson Silva considerado um dos maiores lutadores de MMA da história, tendo como nocaute mais marcante seu pontapé em Vitor Belfort. A primeira temporada teve sua estreia em 16 de novembro de 2023 no streaming.
Criada por Marton Olympio e escrita por Marton Olympio, Susan Kalik, Eliana Alves Cruz, Nathalia Cruz, Raul Perez, Álvaro Campos e Luiz Guilherme Assis e tem direção de Caito Ortiz. Conta com atuações de William Nascimento, Bruno Vinicius, Seu Jorge, Jeniffer Dias e Tatiana Tiburcio nos papeis principais.
A série foi indicada ao Emmy Internacional 2024 na categoria de Melhor Filme para TV ou Minissérie.

## Enredo
Quantas barreiras um campeão precisa superar para se tornar o ícone negro de sua geração? Através das vitórias e derrotas, dentro e fora do ringue, acompanhamos a trajetória de Anderson SPIDER Silva.

## Elenco
- William Nascimento como Anderson Silva
- Tatiana Tiburcio como Edith Silva
- Seu Jorge como Benedito Silva
- Larissa Nunes como Dayane Silva
- Samuel Melo como Elson Silva
- Jeniffer Dias como Sandra Silva
- Thelmo Fernandes como Duarte
- Milhem Cortaz como Santaigo
- Vaneza Oliveira como Vera Lúcia da Silva
- Douglas Silva como Max Freitas
- Dudu Azevedo como Antônio Rodrigo Nogueira (Minotauro)
- Livia Silva como Dayane (jovem)
- Everton Anderson como Cabeça (jovem)
- Iza Moreira como Sandra Silva (jovem)
- Bruno Vinícius  como Anderson Silva (jovem)
- Caetano Vieira como Anderson Silva (criança)
- Kenji Maeshiro como Hayato Sakurai